# Baten Kaitos: Eternal Wings and the Lost Ocean
Baten Kaitos: Eternal Wings and the Lost Ocean (バテン・カイトス　終わらない翼と失われた海, Baten Kaitosu Owaranai Tsubasa to Ushinawareta Umi) é um jogo de jogo eletrônico desenvolvido pela tri-Crescendo e Monolith Soft e publicado pela Namco para o Nintendo GameCube. Primeiramente publicado no Japão em 2003, ele foi o primeiro jogo da série Baten Kaitos e se passa depois de Baten Kaitos Origins, uma prequela lançada em 2006. Ele conta a história de um jovem chamado Kalas e sua companheira Xelha, que vivem em um reino de gigantescas ilhas voadoras espalhadas pelo céu.

## Elenco

### Personagens Jogáveis

#### Guardian Spirit
Uma criatura (na verdade, o jogador) que cuida de Kalas e da sua equipe. Kalas, ocasionalmente, se dirige ao próprio jogador, virando-se em direção à tela e pedidndo a ele para tomar uma decisão - técnia teatral conhecida como "derrubar a quarta parede". As decisões do jogador afetam a quantidade de "Spirit Magnus" que Kalas (e Xelha, em certa parte do jogo) recebem durante a batalha. Como o jogagor pode escolher o nome do "Guardian Spirit" (espírito guardião), o seu nome não é dito nos diálogos orais, porém ainda é escrito nas falas das personagens.

#### Kalas
(Idade: 18, 19 no final do jogo) (Dublado por Eric Kelso na versão inglesa e por Kosuke Toriumi na versão japonesa)

## Enredo
Era um época em que a existência do Oceano e da Terra era lembrada como um mero conto de fadas passado de geração a geração.
Kalas é um jovem rebelde que acorda em uma cama de hospital em frente à Sadal Suud, lembrando pouco mais que sua vontade de vingança pelo assassinato de sua família e destruição de sua casa.
Durante a procura dos assassinos de sua família, Kalas encontra Xelha, uma jovem fugitiva do império que possui um poderoso e misterioso medalhão.
Os caminhos de nossas duas personagens principais cruzam-se e a história se desdobra em um mundo de gigantescas ilhas que pairam nos céus. Repleto de emoção, corrupção e esperança, a lenda da destruição e renascimento do mundo começa.